# 中国人民解放軍海軍のC4ISRシステム
中国人民解放軍海軍のC4ISRシステム（ちゅうごくじんみんかいほうぐんかいぐんのC4ISRシステム）では、中国人民解放軍海軍のC4ISRシステムについて述べる。

## C4Iシステム

### 衛星通信システム
中国軍は、作戦術レベルのC4Iシステムとして、995計画のもとでクディアン（Qu Dian）システムの構築を進めている。2007年9月には、同システムの動作確認目的で、内蒙古北部の朱日和（Zhurihe）演習場で参加兵力2,000名の "North Sword 0709" 演習を実施した。
クディアン・システムにおいては、烽火1号（FH-1）衛星による衛星通信が通信基盤として用いられる。烽火1号衛星は2000年1月より打ち上げを開始したもので、CバンドとUHFのトランスポンダを搭載している。これに対応し、中国海軍の大型洋上艦においては、イギリス製のSNTI-240 SHF衛星通信装置が搭載される例がある。
また、より小型の中星（Zhongxing）通信衛星の配備も進められている。これらは烽火衛星よりも小型である。

### 戦術情報処理装置

#### ZKJ-1
1970年代初頭、第709研究所（武漢数字工程研究所）および第724研究所（南京船舶雷達研究所）は、中国国産の戦術情報処理装置の開発に着手した。このシステムは、673-II型コンピュータを使用していた。
システムは1979年末ごろに完成し、ZKJ-1（海神1号）と称されるようになった。ZKJ-1は、381A型3次元対空捜索レーダーなどとともに旅大型駆逐艦の「大連」（110）に搭載され、同艦は防空指揮艦仕様の051型mod.2Aとして1980年7月に再就役した。1983年には、さらに同型艦の「合肥」（132）も同仕様に改装された。
しかし、ZKJ-1は性能的に限界があり、下記のZKJシリーズの就役もあって、搭載艦はこの2隻にとどまった。

#### ZKJ-3
1980年代、第724研究所（南京船舶雷達研究所）は、イギリスのラカル・マリン・レーダー社のCTC-1629戦術情報処理装置のコピー（山寨）に着手した。これによって開発されたのがZKJ-3である。
CTC（Command Tactical Console）は、レーダーの目標情報を管理することを主眼として開発された、簡易的な戦術情報処理装置である。目標数は20個まで、的速は600ノット (1,100 km/h)までの目標情報を管理することができ、3個までの兵装に目標情報を伝送することができる。CTCシリーズは1983年より市場に投入され、主として哨戒艦艇や輸送艦艇に搭載された。
ZKJ-3においては、3名のオペレーターが配置された指揮統制モジュールを中核として、対空、対潜、対水上戦、電子戦コンソールを各1基配置している。また、データリンク装置も連接されている。
1988年11月、本システムは、「ZKJ-III艦用作戦指揮系統鑑定会議」の艦艇を通過したとされており、以後、1990年代に建造されたフリゲートや高速戦闘艇の標準的な戦術情報処理装置として採用された。
搭載艦艇
- 江滬III/IV/V型フリゲート
- 江衛I型フリゲート（053H2G型）
- 江衛II型フリゲート（053H3型）
- 紅星型ミサイル艇
- 紅箭型ミサイル艇

#### ZKJ-4
1987年、中国はフランスより、クロタル個艦防空ミサイル・システムとともに、トムソンCSF（en:Thomson-CSF）社（現 タレス社）の小型艦艇向け戦術情報処理装置であるTAVITAC（旧称 Vega III）の実機を輸入した。輸入したTAVITACの実機は、クロタルなどとともに「開封」（109）に搭載され、同艦は旅大III型駆逐艦（051型Mod.2B/3）として1991年に再就役した。同艦は、これらのフランス製テクノロジーの技術実証艦として活躍した。
これと同時に、第723研究所（揚州船用電子儀器研究所）は、同艦に搭載されたシステムのリバースエンジニアリングに着手した。これによって開発されたTAVITACの中国版がZKJ-4である。ZKJ-4においては、処理装置としてはPentiumが使用されていると伝えられている。ZKJ-4は、クロタルの中国版であるHQ-7とともに、1990年代に建造・改修された中国人民解放軍海軍の駆逐艦において、標準的な戦術情報処理装置となった。
TAVITACを含むVegaシリーズは、トムソンCSF社がプライベート・ベンチャーとして、小型の哨戒艦艇を対象とした輸出用モデルとして開発したもので、同社がフランス海軍向けに開発しているSENITシリーズと比べると、能力的に限定されたものである。しかしその分だけ低コストであり、また、運用も容易であることから、小型フリゲートには最適であるとされる。ただし現在、トムソンCSF社から発展したタレス社は、これよりも一世代新しいTAVITAC 2000シリーズにセールスの主力を移しており、これはSENIT 7としてフランス海軍にも逆輸入されている。なお、TAVITAC 2000では分散コンピューティング化が図られている。
搭載艦艇
- 旅大型駆逐艦（051型 mod.4; ZKJ-4A）
- 旅滬型駆逐艦（052型; ZKJ-4B/6）
- 旅海型駆逐艦（051B型; ZKJ-4-3A）
- 江衛-II型フリゲート（053H3型; ZKJ-4B/6）
- 江凱型フリゲート（054型; ZKJ-4B/6）

#### ZKJ-5
中国初の国産ミサイル駆逐艦である広州級駆逐艦においては、ZKJ-5と呼ばれる新しい戦術情報処理装置が搭載された。これは、2004年の第4回中国国際国防電子展覧会（CIDEX2004）で出展されたJRSCCS（綜合指揮控制系統; 統合型指揮統制システム）を原型としたものと考えられており、第3世代のコンバット・システムとして分類されている。
JRSCCSにおいては、5基のJRMCコンソールが二重のバスによって連接されている。バスとしては、中国の国家標準規格であるGJB289Aが採用されているが、これはアメリカのMIL-STD-1553Bに準拠したものとされており、100メガビット・イーサネットを構成できる。ソフトウェアにはCORBA規格が採択されており、データベース管理システムとしてはOracle Databaseが採用されている。
搭載艦艇
- 広州級駆逐艦（052B型）

#### ZKB/ZBJ
2004年7月の海軍工作会議で、全プラットフォーム搭載のセンサ情報をネットワークで共有し、艦隊全体で脅威に対処するという「海軍装備綜合集成」計画が作成された。これに応じて開発された戦術情報処理装置がZKB/ZBJシリーズである。開発は2006年までに完了し、同年2月の海軍工作総括会議で「全ての作戦艦艇に当該システムを装備」と全軍に発令された。
ZBJは海軍編隊作戦/戦術型自動化指揮システム（海軍編隊戦役/戦術型自動化指揮系統）と称されており、主系統の艦艇に搭載された。一方、ZKBは海軍編隊作戦指揮システムと称されており、作戦節点（ノード）に搭載された。
搭載艦艇
- 航空母艦「遼寧」（001型）
- 任海型巡洋艦（055型）
- 蘭州級駆逐艦（052C型）
- 昆明級駆逐艦（052D型）
- 江凱II型フリゲート（054A型）

### 戦術データ・リンク

#### HN-900
中国海軍の第1世代戦術データ・リンク装置（战术数据链）であり、西側のリンク 11に比肩しうるものとされている。
通常、アメリカ海軍のC2Pと同様に、艦の戦術情報処理装置（ZKJ-3/4/5）に連接されて使用される。初期に輸入された戦術処理装置である、イギリス製のCTCやフランス製のTAVITACには戦術データ・リンク機能がなかったことから、これについては、イタリア製のIPN-10（イタリア海軍向けIPN10（SADOC 2）の輸出版）から導入されたものと考えられている。

#### JY10G
中国海軍の第2世代戦術データ・リンク装置であり、西側のリンク 16に比肩しうるものとされている。

## ISRシステム

### 偵察衛星
中国は、遥感衛星や環境減災衛星などの共軌道衛星コンステレーションを運用しているが、少なくとも遥感衛星には軍事衛星としての性格が付与されていると指摘されている。
2010年3月に打ち上げられた遥感9号コンステレーションは、従来と異なり、正確に3角形を形成する共軌道衛星コンステレーションとして軌道に投入されているが、これはアメリカ海軍広域海上監視システム（NOSS）と同様の配置であり、海洋監視衛星としての機能を有しているものと推測されている。ただしNOSSがシギント用であるのに対し、遥感9号は、光学衛星と合成開口レーダー衛星、シギント衛星の3機構成とされている。同年10月には、2回に分けて4機の実践6号衛星が打ち上げられたが、これにも、公表された宇宙実験用という目的のほかに、シギント任務が付与されているものと推測されている。また、同年9月に打ち上げられた遥感11号コンステレーションは、全天候・昼夜撮像能力を備えていると考えられている。
これらの海洋監視衛星は、中国海軍が推進している接近阻止・領域拒否（A2AD）戦略において、西太平洋およびインド洋上の敵海軍部隊を捜索・捕捉し、対艦弾道ミサイル（ASBM）などの火力を志向するためのISRシステムとして使用されるものと考えられている。

### OTHレーダー
中国は、1967年ごろよりOTHレーダーの開発に着手した。最初に配備されたものは、上空波（電離層反射波）を使用するもの（Over-The-Horizon Backscatter, OTH-B）であり、1980年代より運用に入ったと考えられている。
また、2005年頃より、新しいシステムが開発されている徴候が現れ始めた。このシステムは、地表波を利用したもの（Surface Wave-OTH, SW-OTH）と考えられている。特徴としては旧来のOTHレーダーがパルス状の信号発信であったのに対して、この新型は周波数掃引を使っている点であり、掃引中心周波数/掃引周波数幅/掃引間隔を適宜変更し一定の対抗手段から回避可能としている様である。この新型は主に1.8MHz近辺の中短波帯で発信されており、掃引間隔が短いため「ヴァー」という連続音として聴取される。また、1.8MHz帯の高調波関係である3.6MHz、7.2MHz近辺の周波数に対してもスプリアスと思われる信号により、広範囲にわたって通信障害を発生させている。高調波関係に当たる周波数で受信した場合、掃引帯域が広がるため、例えば7MHz帯での聴取音は、「ビー」という連続音となる。
2007年4月下旬には、このシステムの実証実験とみられる活動が観測されている。レーダーサイトは浙江省沿岸部、瑞安市郊外にあると推測されており、送信機は北緯27度46分58.70秒・東経120度45分54.41秒、受信機は北緯27度45分26.88秒・東経120度45分04.98秒に設置されていると考えられている。

### 艦載レーダー

#### 対空捜索レーダー
517型
VHFないしI (A)バンドを使用する2次元レーダー。517H、517H-1型と順次に改良された。NATO名はナイフ・レスト。
搭載艦
- 517
  - 江滬I型フリゲート（053H1型）
  - 江滬III/IV型フリゲート（053H2型）

- 517-H
  - 旅大III型駆逐艦（051型Mod.4）
  - 旅海型駆逐艦（051B型）
  - 蘭州級駆逐艦（052C型）
  - 江滬V型フリゲート（053H1G型）
  - 江衛型フリゲート（053H2G型, 053H3型）
  - ズルフィカル級フリゲート

518型
Lバンド（1220〜1350 MHz）を使用する2次元レーダー。
- 旅滬型駆逐艦（052型）

381型
Cバンドを使用する3次元レーダー。
- 江東型フリゲート（053K型）
- 旅大II/III型駆逐艦（051型Mod.2A/3）
- 旅海型駆逐艦（051B型）

#### 低空警戒・対水上レーダー
中国語では対空対海捜索雷達と称される。
354型
C（G/H）バンドを使用する2次元レーダー。輸出名はMX902、NATO名はアイ・シールド。
- 旅大I/II/III型駆逐艦（051型Mod.1/1A/2/2A/2B）
- 江滬I/II/III/IV型フリゲート（053H/H1/H1Q/H2型）

360型
S（E/F）バンドを使用する2次元レーダー。イタリア製のRAN-10Sの山寨版として、第723研究所（扬州船用电子仪器研究所）により開発された。
- 旅海型駆逐艦（051B型）
- 江東型フリゲート（053K型）
- 江滬V型フリゲート（053H1G型）
- 江衛型フリゲート（053H2G/053H3型）
- 江凱-I型フリゲート（054型）
- ナレースワン級フリゲート（ タイ海軍）
- ズルフィカル級フリゲート（ パキスタン海軍）

362型
Xバンドを使用する3次元レーダー。別名はESR-1、輸出名はSR47B。
363S型
フランス製TSR 3004シー・タイガーの山寨版。
- 旅大III型駆逐艦（051型Mod.3）
- 旅滬型駆逐艦（052型）

364型
360型の改良型として、同じく第723研究所（扬州船用电子仪器研究所）により開発された。AK-630や730型CIWSに連接されているともされている。輸出名はSR-64。

#### 多機能レーダー
346型
フェーズドアレイレーダー。アンテナは4面の固定式アクティブフェーズドアレイで、Sバンドの捜索用部分とXバンドの火器管制型で構成される。初期は技術的問題もあったものの、それらの解決を図った発展型の346A型や、大型化による探知距離延伸を図った346B型が開発されている。
- 001型航空母艦「遼寧」（346型）
- 002型航空母艦「山東」（346A型）
- 003型航空母艦「福建」（346B型）
- 蘭州級駆逐艦（052C型）（346型）
- 昆明級駆逐艦（052D型）（346A型）
- 南昌級駆逐艦（055型）（346B型）

#### 射撃指揮装置
中国語では火控雷達と称される。
341型
X(I/J)バンド・レーダーを使用する射撃指揮装置。57mm砲や76式37mm連装機関砲の射撃指揮に用いられる。NATO名はライス・ランプ。現在では347型による代替が進んでいる。
343型
X(I/J)バンド・レーダーを使用する射撃指揮装置。100mm砲のみに用いられる初期型と、SSMの射撃指揮にも用いられる改良型の343G型（ワスプ・ヘッド）がある。
- 旅大I/II/III型駆逐艦（051型Mod.1/1A/2/2A/2B/3）
- 江東型フリゲート（053K型）
- 江滬I/III/IV/V型フリゲート（053H1/H2/H1G型）
- 江衛-I型フリゲート（053H2G型）

344型
X(I/J)バンド・レーダーおよび光学方位盤を使用する射撃指揮装置。343型の後継として、76mm, 100mmおよび130mm砲の射撃指揮に使用される。輸出名はMR34。
- 旅大III型駆逐艦（051型Mod.4）
- 旅滬型駆逐艦（052型）
- 広州級駆逐艦（052B型）
- 江衛-II型フリゲート（053H3型）

345型
Jバンド・レーダーおよび光学方位盤を使用する射撃指揮装置。フランス製のカスターCTMの山寨版とされており、HQ-7用に使用される。輸出名はMR35。
- 旅大III型駆逐艦（051型Mod.2B/4）
- 旅滬型駆逐艦（052型）
- 旅海型駆逐艦（051B型）
- 江衛-II型フリゲート（053H3型）
- 江凱-I型フリゲート（054型）

347型
Xバンド・レーダーを使用する射撃指揮装置。イタリア製のRTN-20Xの山寨版とされており、76A式37mm連装機関砲の射撃指揮に使用される。輸出名はEFR-1あるいはLR66、NATO名はライスボール。また小改正型のTR47Cが630型, 730型CIWSの射撃指揮にも使用されている。
352型
Iバンド・レーダーを使用する射撃指揮装置。ロシア製のMR-331の山寨版とされており、艦対艦ミサイルの射撃指揮に使用される。現在では、砲FCSと統合されたり、あるいはより強力なバンド・スタンドにより代替されて、運用を順次に終了している。NATO名はスクエア・タイ。